# Masabumi Hosono
Pour les articles homonymes, voir Hosono.
Masabumi Hosono, né le 15 octobre 1870 et mort le 14 mars 1939 est l'unique passager japonais du Titanic.
Il est envoyé en Russie par le ministère des Transports japonais afin d'étudier leur système ferroviaire. 
Survivant au naufrage du Titanic, il monte à bord du canot no 13 vers 1 h 40 avec au moins une dizaine de passagers masculins. Il fut méprisé toute sa vie par son peuple pour avoir quitté le navire, ayant trahi l'esprit de sacrifice du samouraï.
Après la sortie du film Titanic de James Cameron (1997), son petit-fils, Haruomi Hosono, se déclara libéré du poids de son grand-père[réf. nécessaire].